# Аполлодор (эпикуреец)
Аполлодор (др.-греч. Απολλόδωρος; II в. до н. э.) — древнегреческий философ-эпикуреец, глава эпикурейской школы в Афинах.
Согласно Диогену Лаэртскому, он сочинитель четырёхсот с лишним книг и имел прозвище «Садовый тиран» (др.-греч. κηποτύραννος). Это внушительный список, готовый соревноваться с большинством известных философов того времени. Как такой подход к теории, так и его прозвище намекают на то, что в школе начался разброд, поэтому необходима была строгая ортодоксия. В это же время подобные проблемы возникали также и у стоиков. Возможно, не случайно, что именно в этот период (как раз когда, вероятнее всего, управление школой было у того неизвестного, который предшествовал Аполлодору) Алкей и Филиск отправились в Рим. Возможно, как раз при управлении неизвестного схоларха ситуация сильно изменилась, что потребовало реакции со стороны Аполлодора. 
От его произведений сохранились только названия двух произведений. Первое называлось "Жизнь Эпикура". Другое имело название "Собрание учений", в котором Аполлодор утверждал, что Эпикур написал больше оригинальных философских сочинений, чем стоик Хрисипп, потому что, хотя Хрисипп — автор 700 произведений, его работы наполнены цитатами других авторов.
Этот Аполлодор был учителем Зенона Сидонского, который перенял от него управление школой (ок. 100 г. до н. э.).